# Tigaie

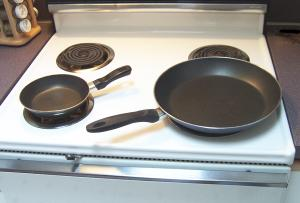
Două tigăi

O tigaie este un vas de bucătărie rotund, cu marginea joasă și cu coadă, folosit la prăjit. Acestea pot fi făcute din diverse materiale precum aluminiu, fier, cupru, oțel și amestecuri din acestea. Unele din cele mai populare tigăi sunt cele din teflon, care previn lipirea mâncării de suprafața tigăii.